# Confederazione italiana della piccola e media industria
La Confederazione italiana della piccola e media industria privata, nota anche con l'acronimo CONFAPI, è un'associazione di categoria creata nel 1947 per rappresentare le esigenze e gli interessi della piccola e media industria privata italiana. Il presidente, da novembre 2022 è Cristian Camisa. Ha preso il posto di Maurizio Casasco, presidente della Confederazione dal 2012.
La scelta di dare vita ad una confederazione della piccola impresa trova la propria origine nella struttura produttiva italiana.
Organizzata a livello regionale in federazioni regionali e a livello provinciale da sedi territoriali conosciute come Api, Confapi, Api Industria o Confapi Industria. La Confederazione rappresenta oggi la sintesi di un ampio sistema: più di 116 mila imprese con oltre 1 milione e 200 mila addetti che applicano i 13 Contratti nazionali di lavoro firmati da Confapi (dati Inps); 63 sedi territoriali e distrettuali; 13 Unioni nazionali di categoria (CONFAPI ANIEM, UNIGEC, UNIMATICA, UnionAlimentari, UNIONCHIMICA, UNIONMECCANICA, UNIONSERVIZI, UNIONTESSILE, UNITAL, CONFAPI SALUTE, UNIVERSITA’ E RICERCA, CONFAPI TURISMO E CULTURA, CONFAPI TRASPORTI, CONFAPI AMBIENTE)  e un’Associazione nazionale di categoria a cui si aggiungono 2 Gruppi di interesse; 13 Enti bilaterali..
A livello europeo è socio fondatore dell'UEAPME (Unione Europea dell'Artigianato e delle Piccole e Medie Imprese) ma dal marzo del 2013 ha aderito a CEA-PME, di cui Maurizio Casasco ha assunto la presidenza il 23 marzo 2021.
Confapi è membro del CNEL, il Consiglio Nazionale dell'Economia e del Lavoro.